# Kuurne-Bruxelles-Kuurne 2022
La 74e édition de Kuurne-Bruxelles-Kuurne, une course cycliste masculine sur route, a lieu en Belgique le 27 février 2022. L'épreuve est disputée sur 195,1 kilomètres avec un départ et une arrivée à Kuurne. Elle fait partie du calendrier UCI ProSeries 2022 (deuxième niveau mondial) en catégorie 1.Pro. Elle est remportée par le Néerlandais Fabio Jakobsen.

## Équipes participantes
Vingt-cinq équipes participent à cette course : dix-sept WorldTeams et huit ProTeams.
| WorldTeams (17)- AG2R Citroën Team - Bora-Hansgrohe - Bahrain Victorious - Cofidis - EF Education-EasyPost - Groupama-FDJ - Ineos Grenadiers - Intermarché-Wanty-Gobert Matériaux - Israel-Premier Tech - Jumbo-Visma - Lotto-Soudal - Movistar Team - Quick-Step Alpha Vinyl - BikeExchange-Jayco - Team DSM - Trek-Segafredo - UAE Team Emirates ProTeams (8)- Alpecin-Fenix - B&B Hotels-KTM - Bingoal Pauwels Sauces WB - Human Powered Health - Sport Vlaanderen-Baloise - Arkéa-Samsic - TotalEnergies - Uno-X Pro Cycling Team |
| |

## Parcours
| Mont | Nom                | Km | Revêtement | Longueur (m) | Pente moyenne | Pente maxi | Km de l'arrivée |
| ---- | ------------------ | -- | ---------- | ------------ | ------------- | ---------- | --------------- |
| 1    | Tiegemberg         |    | asphalte   | 750          | 5 %           | 9 %        |                 |
| 2    | Kattenberg         |    | asphalte   | 900          | 5,6 %         | 10,3 %     |                 |
| 3    | Boembeek           |    | asphalte   | 1 100        | 4,7 %         |            |                 |
| 4    | Bossenaarberg (nl) |    | asphalte   | 1 300        | 5,6 %         |            |                 |
| 5    | Berg Ten Houte     |    | pavé       | 1 100        | 6,2 %         | 13 %       |                 |
| 6    | La Houppe          |    | asphalte   | 1 600        | 6,4 %         | 14,4 %     |                 |
| 7    | Hameau des Papins  |    | asphalte   | 1 200        | 6,6 %         | 16,2 %     |                 |
| 8    | Le Bourliquet      |    | asphalte   | 1 300        | 6,8 %         | 15,3 %     |                 |
| 9    | Mont Saint-Laurent |    | pavé       | 1 200        | 7,8 %         | 17 %       |                 |
| 10   | Kruisberg          |    | pavé       | 1 875        | 4,8 %         | 9 %        |                 |
| 11   | Hottond            |    | asphalte   | 2 700        | 3,1 %         | 7,5 %      |                 |
| 12   | Côte de Trieu      |    | asphalte   | 1 260        | 7 %           | 13 %       |                 |
| 13   | Mont de l'Enclus   |    | asphalte   | 1 100        | 6,3 %         | 11 %       |                 |

## Favoris
En l’absence de Mads Pedersen, le vainqueur de l'édition précédente, les favoris à la victoire sont Jasper Stuyven (Trek-Segafredo), vainqueur en 2016, Fabio Jakobsen (Quick-Step Alpha Vinyl), Caleb Ewan (Lotto Soudal), Tim Merlier (Alpecin-Fenix), Peter Sagan (TotalEnergies), vainqueur en 2017, Tom Pidcock (Ineos Grenadiers), Alexander Kristoff (Intermarché-Wanty Gobert), Sonny Colbrelli (Bahrain-Victorious), Jordi Meeus (Bora-hansgrohe), Bryan Coquard (Cofidis), Jens Keukeleire (EF Eductaion-Easypost), Jenthe Biermans (Israel-Premier Tech), Amaury Capiot (Arkéa-Samsic) et Timothy Dupont (Bingoal Pauwels Sauces).

## Déroulement de la course
Les dix-sept coureurs échappés plus tôt dans la course voient le peloton revenir sur eux à 18 kilomètres de l'arrivée. Mais trois d'entre eux font de la résistance et réussissent à garder une légère avance sur le peloton. Il s'agit du Français Christophe Laporte (Jumbo Visma), du Néerlandais Taco van der Hoorn (Intermarché Wanty Gobert) et de l'Équatorien Jhonatan Narváez (Ineos Grenadies). Ce trio est finalement dépassé à une centaine de mètres de la ligne d'arrivée par l'avant du peloton. Le sprint est remporté par le Néerlandais Fabio Jakobsen (Quick-Step Alpha Vinyl) devant l’Australien Caleb Ewan (Lotto Soudal).

## Classements

### Classement final
| \| Classement général \| Classement général \| Classement général \| Classement général \| Classement général \| \| Coureur \| Coureur \| Pays \| Équipe \| Temps \| \| ------------------ \| ------------------ \| ------------------ \| ---------------------------------- \| ------------------ \| \| 1er \| Fabio Jakobsen \| Pays-Bas \| Quick-Step Alpha Vinyl \| 4 h 32 min 13 s \| \| 2e \| Caleb Ewan \| Australie \| Lotto-Soudal \| + 0 s \| \| 3e \| Hugo Hofstetter \| France \| Arkéa-Samsic \| + 0 s \| \| 4e \| Daniel McLay \| Royaume-Uni \| Arkéa-Samsic \| + 0 s \| \| 5e \| Giacomo Nizzolo \| Italie \| Israel-Premier Tech \| + 0 s \| \| 6e \| Dries Van Gestel \| Belgique \| TotalEnergies \| + 0 s \| \| 7e \| Amaury Capiot \| Belgique \| Arkéa-Samsic \| + 0 s \| \| 8e \| Christophe Laporte \| France \| Jumbo-Visma \| + 0 s \| \| 9e \| Matteo Trentin \| Italie \| UAE Team Emirates \| + 0 s \| \| 10e \| Taco van der Hoorn \| Pays-Bas \| Intermarché-Wanty-Gobert Matériaux \| + 0 s \| |                    |             |                                    |                 |
| |                    |             |                                    |                 |
| Source : ProCyclingStats |                    |             |                                    |                 |
| Classement général |                    |             |                                    |                 |
| Coureur | Coureur            | Pays        | Équipe                             | Temps           |
| 1er | Fabio Jakobsen     | Pays-Bas    | Quick-Step Alpha Vinyl             | 4 h 32 min 13 s |
| 2e | Caleb Ewan         | Australie   | Lotto-Soudal                       | + 0 s           |
| 3e | Hugo Hofstetter    | France      | Arkéa-Samsic                       | + 0 s           |
| 4e | Daniel McLay       | Royaume-Uni | Arkéa-Samsic                       | + 0 s           |
| 5e | Giacomo Nizzolo    | Italie      | Israel-Premier Tech                | + 0 s           |
| 6e | Dries Van Gestel   | Belgique    | TotalEnergies                      | + 0 s           |
| 7e | Amaury Capiot      | Belgique    | Arkéa-Samsic                       | + 0 s           |
| 8e | Christophe Laporte | France      | Jumbo-Visma                        | + 0 s           |
| 9e | Matteo Trentin     | Italie      | UAE Team Emirates                  | + 0 s           |
| 10e | Taco van der Hoorn | Pays-Bas    | Intermarché-Wanty-Gobert Matériaux | + 0 s           |

### Classements UCI
La course attribue des points au Classement mondial UCI 2022 selon le barème suivant.
| Position           | 1er | 2e  | 3e  | 4e  | 5e | 6e | 7e | 8e | 9e | 10e | 11e | 12e | 13e | 14e | 15e | 16e à 30e | 31e à 40e |
| Classement général | 200 | 150 | 125 | 100 | 85 | 70 | 60 | 50 | 40 | 35  | 30  | 25  | 20  | 15  | 10  | 5         | 3         |

## Liste de participants
| Trek-Segafredo TFS | Trek-Segafredo TFS         | Trek-Segafredo TFS |
| ------------------ | -------------------------- | ------------------ |
| Num                | Coureur                    | Pos                |
| 1                  | Jasper Stuyven (BEL)       | 15e                |
| 2                  | Alexander Kamp (DEN)       | 72e                |
| 3                  | Markus Hoelgaard (NOR)     | AB                 |
| 4                  | Alex Kirsch (LUX)          | 44e                |
| 5                  | Toms Skujiņš (LAT) (route) | 79e                |
| 6                  | Edward Theuns (BEL)        | 68e                |
| 7                  | Jacopo Mosca (ITA)         | 61e                |

| Quick-Step Alpha Vinyl QST | Quick-Step Alpha Vinyl QST | Quick-Step Alpha Vinyl QST |
| -------------------------- | -------------------------- | -------------------------- |
| Num                        | Coureur                    | Pos                        |
| 11                         | Fabio Jakobsen (NED)       | 1er                        |
| 12                         | Yves Lampaert (BEL)        | 76e                        |
| 13                         | Florian Sénéchal (FRA)     | 74e                        |
| 14                         | Jannik Steimle (GER)       | 83e                        |
| 15                         | Zdeněk Štybar (CZE)        | 85e                        |
| 16                         | Kasper Asgreen (DEN)       | 84e                        |
| 17                         | Iljo Keisse (BEL)          | AB                         |

| Ineos Grenadiers IGD | Ineos Grenadiers IGD    | Ineos Grenadiers IGD |
| -------------------- | ----------------------- | -------------------- |
| Num                  | Coureur                 | Pos                  |
| 21                   | Tom Pidcock (GBR)       | 70e                  |
| 22                   | Ethan Hayter (GBR)      | 42e                  |
| 23                   | Ben Turner (GBR)        | 82e                  |
| 24                   | Kim Heiduk (GER)        | 112e                 |
| 25                   | Jhonatan Narváez (ECU)  | 39e                  |
| 26                   | Magnus Sheffield (USA)  | 29e                  |
| 27                   | Ben Swift (GBR) (route) | 121e                 |

| Lotto-Soudal LTS | Lotto-Soudal LTS         | Lotto-Soudal LTS |
| ---------------- | ------------------------ | ---------------- |
| Num              | Coureur                  | Pos              |
| 31               | Caleb Ewan (AUS)         | 2e               |
| 32               | Jasper De Buyst (BEL)    | 71e              |
| 33               | Arnaud De Lie (BEL)      | 92e              |
| 34               | Frederik Frison (BEL)    | 88e              |
| 35               | Sébastien Grignard (BEL) | 111e             |
| 36               | Harry Sweeny (AUS)       | AB               |
| 37               | Cédric Beullens (BEL)    | 80e              |

| Intermarché-Wanty-Gobert Matériaux IWG | Intermarché-Wanty-Gobert Matériaux IWG | Intermarché-Wanty-Gobert Matériaux IWG |
| -------------------------------------- | -------------------------------------- | -------------------------------------- |
| Num                                    | Coureur                                | Pos                                    |
| 41                                     | Sven Erik Bystrøm (NOR)                | AB                                     |
| 42                                     | Alexander Kristoff (NOR)               | 11e                                    |
| 43                                     | Boy van Poppel (NED)                   | 58e                                    |
| 44                                     | Baptiste Planckaert (BEL)              | 119e                                   |
| 45                                     | Adrien Petit (FRA)                     | 77e                                    |
| 46                                     | Taco van der Hoorn (NED)               | 10e                                    |
| 47                                     | Gerben Thijssen (BEL)                  | AB                                     |

| AG2R Citroën Team ACT | AG2R Citroën Team ACT   | AG2R Citroën Team ACT |
| --------------------- | ----------------------- | --------------------- |
| Num                   | Coureur                 | Pos                   |
| 51                    | Greg Van Avermaet (BEL) | 51e                   |
| 52                    | Oliver Naesen (BEL)     | 20e                   |
| 53                    | Stan Dewulf (BEL)       | 38e                   |
| 54                    | Antoine Raugel (FRA)    | 107e                  |
| 55                    | Michael Schär (SUI)     | 52e                   |
| 56                    | Damien Touzé (FRA)      | 62e                   |
| 57                    | Gijs Van Hoecke (BEL)   | 118e                  |

| Bahrain Victorious TBV | Bahrain Victorious TBV        | Bahrain Victorious TBV |
| ---------------------- | ----------------------------- | ---------------------- |
| Num                    | Coureur                       | Pos                    |
| 61                     | Sonny Colbrelli (ITA) (route) | 75e                    |
| 62                     | Heinrich Haussler (AUS)       | 41e                    |
| 63                     | Phil Bauhaus (GER)            | 13e                    |
| 64                     | Fred Wright (GBR)             | 69e                    |
| 65                     | Matej Mohorič (SLO) (route)   | 50e                    |
| 66                     | Luis León Sánchez (ESP)       | 65e                    |
| 67                     | Kamil Gradek (POL)            | AB                     |

| Bora-Hansgrohe BOH | Bora-Hansgrohe BOH      | Bora-Hansgrohe BOH |
| ------------------ | ----------------------- | ------------------ |
| Num                | Coureur                 | Pos                |
| 71                 | Patrick Gamper (AUT)    | 103e               |
| 72                 | Jonas Koch (GER)        | 27e                |
| 73                 | Martin Laas (EST)       | AB                 |
| 74                 | Jordi Meeus (BEL)       | 122e               |
| 75                 | Nils Politt (GER)       | 46e                |
| 76                 | Lukas Pöstlberger (AUT) | AB                 |
| 77                 | Marco Haller (AUT)      | AB                 |

| Cofidis COF | Cofidis COF             | Cofidis COF |
| ----------- | ----------------------- | ----------- |
| Num         | Coureur                 | Pos         |
| 81          | Bryan Coquard (FRA)     | 40e         |
| 82          | Simone Consonni (ITA)   | 21e         |
| 83          | Eddy Finé (FRA)         | 109e        |
| 84          | Tom Bohli (SUI)         | 115e        |
| 85          | Szymon Sajnok (POL)     | 136e        |
| 86          | Kenneth Vanbilsen (BEL) | AB          |
| 87          | Max Walscheid (GER)     | 135e        |

| EF Education-EasyPost EFE | EF Education-EasyPost EFE | EF Education-EasyPost EFE |
| ------------------------- | ------------------------- | ------------------------- |
| Num                       | Coureur                   | Pos                       |
| 91                        | Owain Doull (GBR)         | 134e                      |
| 92                        | Jens Keukeleire (BEL)     | 129e                      |
| 93                        | Thomas Scully (NZL)       | 133e                      |
| 94                        | Michael Valgren (DEN)     | 26e                       |
| 95                        | Julius van den Berg (NED) | AB                        |
| 96                        | Łukasz Wiśniowski (POL)   | 123e                      |
| 97                        | Ben Healy (IRL)           | 132e                      |

| Groupama-FDJ GFC | Groupama-FDJ GFC        | Groupama-FDJ GFC |
| ---------------- | ----------------------- | ---------------- |
| Num              | Coureur                 | Pos              |
| 101              | Stefan Küng (SUI)       | 47e              |
| 102              | Lewis Askey (GBR)       | 49e              |
| 103              | Tobias Ludvigsson (SWE) | 86e              |
| 104              | Olivier Le Gac (FRA)    | 33e              |
| 105              | Fabian Lienhard (SUI)   | 30e              |
| 107              | Laurence Pithie (NZL)   | 94e              |

| Israel-Premier Tech IPT | Israel-Premier Tech IPT        | Israel-Premier Tech IPT |
| ----------------------- | ------------------------------ | ----------------------- |
| Num                     | Coureur                        | Pos                     |
| 111                     | Jenthe Biermans (BEL)          | 34e                     |
| 112                     | Guillaume Boivin (CAN) (route) | 55e                     |
| 113                     | Hugo Houle (CAN)               | 54e                     |
| 114                     | Giacomo Nizzolo (ITA)          | 5e                      |
| 115                     | Antonio Puppio (ITA)           | 45e                     |
| 117                     | Tom Van Asbroeck (BEL)         | 37e                     |

| Jumbo-Visma TJV | Jumbo-Visma TJV            | Jumbo-Visma TJV |
| --------------- | -------------------------- | --------------- |
| Num             | Coureur                    | Pos             |
| 121             | Tiesj Benoot (BEL)         | 24e             |
| 122             | Nathan Van Hooydonck (BEL) | 66e             |
| 123             | David Dekker (NED)         | 126e            |
| 124             | Christophe Laporte (FRA)   | 8e              |
| 125             | Edoardo Affini (ITA)       | 131e            |
| 126             | Tosh Van der Sande (BEL)   | 56e             |
| 127             | Mike Teunissen (NED)       | 14e             |

| Movistar Team MOV | Movistar Team MOV         | Movistar Team MOV |
| ----------------- | ------------------------- | ----------------- |
| Num               | Coureur                   | Pos               |
| 131               | Alex Aranburu (ESP)       | 22e               |
| 132               | Iván García Cortina (ESP) | 67e               |
| 133               | Oier Lazkano (ESP)        | AB                |
| 134               | Juri Hollmann (GER)       | 97e               |
| 135               | Johan Jacobs (SUI)        | AB                |
| 137               | Lluís Mas (ESP)           | 64e               |

| BikeExchange-Jayco BEX | BikeExchange-Jayco BEX   | BikeExchange-Jayco BEX |
| ---------------------- | ------------------------ | ---------------------- |
| Num                    | Coureur                  | Pos                    |
| 141                    | Luke Durbridge (AUS)     | 60e                    |
| 142                    | Jan Maas (NED)           | 105e                   |
| 143                    | Lawson Craddock (USA)    | AB                     |
| 145                    | Alexander Konychev (ITA) | AB                     |
| 147                    | Dion Smith (NZL)         | 17e                    |

| Team DSM DSM | Team DSM DSM                  | Team DSM DSM |
| ------------ | ----------------------------- | ------------ |
| Num          | Coureur                       | Pos          |
| 151          | John Degenkolb (GER)          | 73e          |
| 152          | Casper van Uden (NED)         | 106e         |
| 153          | Leon Heinschke (GER)          | AB           |
| 154          | Jonas Iversby Hvideberg (NOR) | AB           |
| 155          | Nils Eekhoff (NED)            | 16e          |
| 156          | Casper Pedersen (DEN)         | 99e          |
| 157          | Tobias Lund Andresen (DEN)    | 120e         |

| UAE Team Emirates UAD | UAE Team Emirates UAD      | UAE Team Emirates UAD |
| --------------------- | -------------------------- | --------------------- |
| Num                   | Coureur                    | Pos                   |
| 162                   | Alessandro Covi (ITA)      | 53e                   |
| 163                   | Ryan Gibbons (RSA)         | 36e                   |
| 164                   | Vegard Stake Laengen (NOR) | 57e                   |
| 165                   | Rui Oliveira (POR)         | 125e                  |
| 166                   | Matteo Trentin (ITA)       | 9e                    |
| 167                   | Oliviero Troia (ITA)       | 124e                  |

| Alpecin-Fenix AFC | Alpecin-Fenix AFC           | Alpecin-Fenix AFC |
| ----------------- | --------------------------- | ----------------- |
| Num               | Coureur                     | Pos               |
| 171               | Tim Merlier (BEL)           | 12e               |
| 172               | Tobias Bayer (AUT)          | 127e              |
| 173               | Michael Gogl (AUT)          | 90e               |
| 174               | Samuel Gaze (NZL)           | 23e               |
| 175               | Edward Planckaert (BEL)     | 91e               |
| 176               | Maurice Ballerstedt (GER)   | AB                |
| 177               | Fabio Van den Bossche (BEL) | 63e               |

| Arkéa-Samsic ARK | Arkéa-Samsic ARK        | Arkéa-Samsic ARK |
| ---------------- | ----------------------- | ---------------- |
| Num              | Coureur                 | Pos              |
| 181              | Amaury Capiot (BEL)     | 7e               |
| 182              | Benjamin Declercq (BEL) | 78e              |
| 183              | Donavan Grondin (FRA)   | AB               |
| 184              | Hugo Hofstetter (FRA)   | 3e               |
| 185              | Daniel McLay (GBR)      | 4e               |
| 186              | Markus Pajur (EST)      | 104e             |
| 187              | Kévin Vauquelin (FRA)   | 48e              |

| Human Powered Health HPM | Human Powered Health HPM | Human Powered Health HPM |
| ------------------------ | ------------------------ | ------------------------ |
| Num                      | Coureur                  | Pos                      |
| 191                      | Pier-André Côté (CAN)    | 113e                     |
| 192                      | Arvid de Kleijn (NED)    | AB                       |
| 193                      | Adam de Vos (CAN)        | AB                       |
| 194                      | August Jensen (NOR)      | AB                       |
| 195                      | Colin Joyce (USA)        | 108e                     |
| 196                      | Nickolas Zukowsky (CAN)  | 35e                      |
| 197                      | Wessel Krul (NED)        | AB                       |

| Uno-X Pro Cycling Team UXT | Uno-X Pro Cycling Team UXT  | Uno-X Pro Cycling Team UXT |
| -------------------------- | --------------------------- | -------------------------- |
| Num                        | Coureur                     | Pos                        |
| 201                        | Erik Nordsæter Resell (NOR) | 28e                        |
| 202                        | Lasse Norman Leth (DEN)     | 93e                        |
| 203                        | Anders Skaarseth (NOR)      | 59e                        |
| 204                        | Fredrik Dversnes (NOR)      | 89e                        |
| 205                        | William Blume Levy (DEN)    | 100e                       |
| 206                        | Jonas Abrahamsen (NOR)      | AB                         |
| 207                        | Morten Hulgaard (DEN)       | AB                         |

| TotalEnergies TEN | TotalEnergies TEN          | TotalEnergies TEN |
| ----------------- | -------------------------- | ----------------- |
| Num               | Coureur                    | Pos               |
| 211               | Peter Sagan (SVK) (route)  | 117e              |
| 212               | Edvald Boasson Hagen (NOR) | 81e               |
| 213               | Geoffrey Soupe (FRA)       | 96e               |
| 214               | Lorrenzo Manzin (FRA)      | 95e               |
| 215               | Christopher Lawless (GBR)  | AB                |
| 216               | Anthony Turgis (FRA)       | 32e               |
| 217               | Dries Van Gestel (BEL)     | 6e                |

| Bingoal Pauwels Sauces WB BWB | Bingoal Pauwels Sauces WB BWB | Bingoal Pauwels Sauces WB BWB |
| ----------------------------- | ----------------------------- | ----------------------------- |
| Num                           | Coureur                       | Pos                           |
| 221                           | Timothy Dupont (BEL)          | 114e                          |
| 222                           | Karl Patrick Lauk (EST)       | AB                            |
| 223                           | Arjen Livyns (BEL)            | 87e                           |
| 224                           | Milan Menten (BEL)            | 19e                           |
| 225                           | Laurenz Rex (BEL)             | 18e                           |
| 226                           | Bas Tietema (NED)             | AB                            |
| 227                           | Tom Wirtgen (LUX)             | AB                            |

| Sport Vlaanderen-Baloise SVB | Sport Vlaanderen-Baloise SVB | Sport Vlaanderen-Baloise SVB |
| ---------------------------- | ---------------------------- | ---------------------------- |
| Num                          | Coureur                      | Pos                          |
| 231                          | Tuur Dens (BEL)              | AB                           |
| 232                          | Jenno Berckmoes (BEL)        | 31e                          |
| 233                          | Vito Braet (BEL)             | 43e                          |
| 234                          | Milan Fretin (BEL)           | 98e                          |
| 235                          | Jules Hesters (BEL)          | AB                           |
| 236                          | Alex Colman (BEL)            | 128e                         |
| 237                          | Sasha Weemaes (BEL)          | 116e                         |

| B&B Hotels-KTM BBK | B&B Hotels-KTM BBK      | B&B Hotels-KTM BBK |
| ------------------ | ----------------------- | ------------------ |
| Num                | Coureur                 | Pos                |
| 241                | Pierre Barbier (FRA)    | 102e               |
| 242                | Raphaël Parisella (CAN) | AB                 |
| 243                | Jérémy Lecroq (FRA)     | 101e               |
| 244                | Cyril Lemoine (FRA)     | 110e               |
| 245                | Julien Morice (FRA)     | AB                 |
| 246                | Luca Mozzato (ITA)      | 130e               |
| 247                | Jordi Warlop (BEL)      | 25e                |

| Trek-Segafredo TFS | Trek-Segafredo TFS         | Trek-Segafredo TFS |
| ------------------ | -------------------------- | ------------------ |
| Num                | Coureur                    | Pos                |
| 1                  | Jasper Stuyven (BEL)       | 15e                |
| 2                  | Alexander Kamp (DEN)       | 72e                |
| 3                  | Markus Hoelgaard (NOR)     | AB                 |
| 4                  | Alex Kirsch (LUX)          | 44e                |
| 5                  | Toms Skujiņš (LAT) (route) | 79e                |
| 6                  | Edward Theuns (BEL)        | 68e                |
| 7                  | Jacopo Mosca (ITA)         | 61e                |

| Quick-Step Alpha Vinyl QST | Quick-Step Alpha Vinyl QST | Quick-Step Alpha Vinyl QST |
| -------------------------- | -------------------------- | -------------------------- |
| Num                        | Coureur                    | Pos                        |
| 11                         | Fabio Jakobsen (NED)       | 1er                        |
| 12                         | Yves Lampaert (BEL)        | 76e                        |
| 13                         | Florian Sénéchal (FRA)     | 74e                        |
| 14                         | Jannik Steimle (GER)       | 83e                        |
| 15                         | Zdeněk Štybar (CZE)        | 85e                        |
| 16                         | Kasper Asgreen (DEN)       | 84e                        |
| 17                         | Iljo Keisse (BEL)          | AB                         |

| Ineos Grenadiers IGD | Ineos Grenadiers IGD    | Ineos Grenadiers IGD |
| -------------------- | ----------------------- | -------------------- |
| Num                  | Coureur                 | Pos                  |
| 21                   | Tom Pidcock (GBR)       | 70e                  |
| 22                   | Ethan Hayter (GBR)      | 42e                  |
| 23                   | Ben Turner (GBR)        | 82e                  |
| 24                   | Kim Heiduk (GER)        | 112e                 |
| 25                   | Jhonatan Narváez (ECU)  | 39e                  |
| 26                   | Magnus Sheffield (USA)  | 29e                  |
| 27                   | Ben Swift (GBR) (route) | 121e                 |

| Lotto-Soudal LTS | Lotto-Soudal LTS         | Lotto-Soudal LTS |
| ---------------- | ------------------------ | ---------------- |
| Num              | Coureur                  | Pos              |
| 31               | Caleb Ewan (AUS)         | 2e               |
| 32               | Jasper De Buyst (BEL)    | 71e              |
| 33               | Arnaud De Lie (BEL)      | 92e              |
| 34               | Frederik Frison (BEL)    | 88e              |
| 35               | Sébastien Grignard (BEL) | 111e             |
| 36               | Harry Sweeny (AUS)       | AB               |
| 37               | Cédric Beullens (BEL)    | 80e              |

| Intermarché-Wanty-Gobert Matériaux IWG | Intermarché-Wanty-Gobert Matériaux IWG | Intermarché-Wanty-Gobert Matériaux IWG |
| -------------------------------------- | -------------------------------------- | -------------------------------------- |
| Num                                    | Coureur                                | Pos                                    |
| 41                                     | Sven Erik Bystrøm (NOR)                | AB                                     |
| 42                                     | Alexander Kristoff (NOR)               | 11e                                    |
| 43                                     | Boy van Poppel (NED)                   | 58e                                    |
| 44                                     | Baptiste Planckaert (BEL)              | 119e                                   |
| 45                                     | Adrien Petit (FRA)                     | 77e                                    |
| 46                                     | Taco van der Hoorn (NED)               | 10e                                    |
| 47                                     | Gerben Thijssen (BEL)                  | AB                                     |

| AG2R Citroën Team ACT | AG2R Citroën Team ACT   | AG2R Citroën Team ACT |
| --------------------- | ----------------------- | --------------------- |
| Num                   | Coureur                 | Pos                   |
| 51                    | Greg Van Avermaet (BEL) | 51e                   |
| 52                    | Oliver Naesen (BEL)     | 20e                   |
| 53                    | Stan Dewulf (BEL)       | 38e                   |
| 54                    | Antoine Raugel (FRA)    | 107e                  |
| 55                    | Michael Schär (SUI)     | 52e                   |
| 56                    | Damien Touzé (FRA)      | 62e                   |
| 57                    | Gijs Van Hoecke (BEL)   | 118e                  |

| Bahrain Victorious TBV | Bahrain Victorious TBV        | Bahrain Victorious TBV |
| ---------------------- | ----------------------------- | ---------------------- |
| Num                    | Coureur                       | Pos                    |
| 61                     | Sonny Colbrelli (ITA) (route) | 75e                    |
| 62                     | Heinrich Haussler (AUS)       | 41e                    |
| 63                     | Phil Bauhaus (GER)            | 13e                    |
| 64                     | Fred Wright (GBR)             | 69e                    |
| 65                     | Matej Mohorič (SLO) (route)   | 50e                    |
| 66                     | Luis León Sánchez (ESP)       | 65e                    |
| 67                     | Kamil Gradek (POL)            | AB                     |

| Bora-Hansgrohe BOH | Bora-Hansgrohe BOH      | Bora-Hansgrohe BOH |
| ------------------ | ----------------------- | ------------------ |
| Num                | Coureur                 | Pos                |
| 71                 | Patrick Gamper (AUT)    | 103e               |
| 72                 | Jonas Koch (GER)        | 27e                |
| 73                 | Martin Laas (EST)       | AB                 |
| 74                 | Jordi Meeus (BEL)       | 122e               |
| 75                 | Nils Politt (GER)       | 46e                |
| 76                 | Lukas Pöstlberger (AUT) | AB                 |
| 77                 | Marco Haller (AUT)      | AB                 |

| Cofidis COF | Cofidis COF             | Cofidis COF |
| ----------- | ----------------------- | ----------- |
| Num         | Coureur                 | Pos         |
| 81          | Bryan Coquard (FRA)     | 40e         |
| 82          | Simone Consonni (ITA)   | 21e         |
| 83          | Eddy Finé (FRA)         | 109e        |
| 84          | Tom Bohli (SUI)         | 115e        |
| 85          | Szymon Sajnok (POL)     | 136e        |
| 86          | Kenneth Vanbilsen (BEL) | AB          |
| 87          | Max Walscheid (GER)     | 135e        |

| EF Education-EasyPost EFE | EF Education-EasyPost EFE | EF Education-EasyPost EFE |
| ------------------------- | ------------------------- | ------------------------- |
| Num                       | Coureur                   | Pos                       |
| 91                        | Owain Doull (GBR)         | 134e                      |
| 92                        | Jens Keukeleire (BEL)     | 129e                      |
| 93                        | Thomas Scully (NZL)       | 133e                      |
| 94                        | Michael Valgren (DEN)     | 26e                       |
| 95                        | Julius van den Berg (NED) | AB                        |
| 96                        | Łukasz Wiśniowski (POL)   | 123e                      |
| 97                        | Ben Healy (IRL)           | 132e                      |

| Groupama-FDJ GFC | Groupama-FDJ GFC        | Groupama-FDJ GFC |
| ---------------- | ----------------------- | ---------------- |
| Num              | Coureur                 | Pos              |
| 101              | Stefan Küng (SUI)       | 47e              |
| 102              | Lewis Askey (GBR)       | 49e              |
| 103              | Tobias Ludvigsson (SWE) | 86e              |
| 104              | Olivier Le Gac (FRA)    | 33e              |
| 105              | Fabian Lienhard (SUI)   | 30e              |
| 107              | Laurence Pithie (NZL)   | 94e              |

| Israel-Premier Tech IPT | Israel-Premier Tech IPT        | Israel-Premier Tech IPT |
| ----------------------- | ------------------------------ | ----------------------- |
| Num                     | Coureur                        | Pos                     |
| 111                     | Jenthe Biermans (BEL)          | 34e                     |
| 112                     | Guillaume Boivin (CAN) (route) | 55e                     |
| 113                     | Hugo Houle (CAN)               | 54e                     |
| 114                     | Giacomo Nizzolo (ITA)          | 5e                      |
| 115                     | Antonio Puppio (ITA)           | 45e                     |
| 117                     | Tom Van Asbroeck (BEL)         | 37e                     |

| Jumbo-Visma TJV | Jumbo-Visma TJV            | Jumbo-Visma TJV |
| --------------- | -------------------------- | --------------- |
| Num             | Coureur                    | Pos             |
| 121             | Tiesj Benoot (BEL)         | 24e             |
| 122             | Nathan Van Hooydonck (BEL) | 66e             |
| 123             | David Dekker (NED)         | 126e            |
| 124             | Christophe Laporte (FRA)   | 8e              |
| 125             | Edoardo Affini (ITA)       | 131e            |
| 126             | Tosh Van der Sande (BEL)   | 56e             |
| 127             | Mike Teunissen (NED)       | 14e             |

| Movistar Team MOV | Movistar Team MOV         | Movistar Team MOV |
| ----------------- | ------------------------- | ----------------- |
| Num               | Coureur                   | Pos               |
| 131               | Alex Aranburu (ESP)       | 22e               |
| 132               | Iván García Cortina (ESP) | 67e               |
| 133               | Oier Lazkano (ESP)        | AB                |
| 134               | Juri Hollmann (GER)       | 97e               |
| 135               | Johan Jacobs (SUI)        | AB                |
| 137               | Lluís Mas (ESP)           | 64e               |

| BikeExchange-Jayco BEX | BikeExchange-Jayco BEX   | BikeExchange-Jayco BEX |
| ---------------------- | ------------------------ | ---------------------- |
| Num                    | Coureur                  | Pos                    |
| 141                    | Luke Durbridge (AUS)     | 60e                    |
| 142                    | Jan Maas (NED)           | 105e                   |
| 143                    | Lawson Craddock (USA)    | AB                     |
| 145                    | Alexander Konychev (ITA) | AB                     |
| 147                    | Dion Smith (NZL)         | 17e                    |

| Team DSM DSM | Team DSM DSM                  | Team DSM DSM |
| ------------ | ----------------------------- | ------------ |
| Num          | Coureur                       | Pos          |
| 151          | John Degenkolb (GER)          | 73e          |
| 152          | Casper van Uden (NED)         | 106e         |
| 153          | Leon Heinschke (GER)          | AB           |
| 154          | Jonas Iversby Hvideberg (NOR) | AB           |
| 155          | Nils Eekhoff (NED)            | 16e          |
| 156          | Casper Pedersen (DEN)         | 99e          |
| 157          | Tobias Lund Andresen (DEN)    | 120e         |

| UAE Team Emirates UAD | UAE Team Emirates UAD      | UAE Team Emirates UAD |
| --------------------- | -------------------------- | --------------------- |
| Num                   | Coureur                    | Pos                   |
| 162                   | Alessandro Covi (ITA)      | 53e                   |
| 163                   | Ryan Gibbons (RSA)         | 36e                   |
| 164                   | Vegard Stake Laengen (NOR) | 57e                   |
| 165                   | Rui Oliveira (POR)         | 125e                  |
| 166                   | Matteo Trentin (ITA)       | 9e                    |
| 167                   | Oliviero Troia (ITA)       | 124e                  |

| Alpecin-Fenix AFC | Alpecin-Fenix AFC           | Alpecin-Fenix AFC |
| ----------------- | --------------------------- | ----------------- |
| Num               | Coureur                     | Pos               |
| 171               | Tim Merlier (BEL)           | 12e               |
| 172               | Tobias Bayer (AUT)          | 127e              |
| 173               | Michael Gogl (AUT)          | 90e               |
| 174               | Samuel Gaze (NZL)           | 23e               |
| 175               | Edward Planckaert (BEL)     | 91e               |
| 176               | Maurice Ballerstedt (GER)   | AB                |
| 177               | Fabio Van den Bossche (BEL) | 63e               |

| Arkéa-Samsic ARK | Arkéa-Samsic ARK        | Arkéa-Samsic ARK |
| ---------------- | ----------------------- | ---------------- |
| Num              | Coureur                 | Pos              |
| 181              | Amaury Capiot (BEL)     | 7e               |
| 182              | Benjamin Declercq (BEL) | 78e              |
| 183              | Donavan Grondin (FRA)   | AB               |
| 184              | Hugo Hofstetter (FRA)   | 3e               |
| 185              | Daniel McLay (GBR)      | 4e               |
| 186              | Markus Pajur (EST)      | 104e             |
| 187              | Kévin Vauquelin (FRA)   | 48e              |

| Human Powered Health HPM | Human Powered Health HPM | Human Powered Health HPM |
| ------------------------ | ------------------------ | ------------------------ |
| Num                      | Coureur                  | Pos                      |
| 191                      | Pier-André Côté (CAN)    | 113e                     |
| 192                      | Arvid de Kleijn (NED)    | AB                       |
| 193                      | Adam de Vos (CAN)        | AB                       |
| 194                      | August Jensen (NOR)      | AB                       |
| 195                      | Colin Joyce (USA)        | 108e                     |
| 196                      | Nickolas Zukowsky (CAN)  | 35e                      |
| 197                      | Wessel Krul (NED)        | AB                       |

| Uno-X Pro Cycling Team UXT | Uno-X Pro Cycling Team UXT  | Uno-X Pro Cycling Team UXT |
| -------------------------- | --------------------------- | -------------------------- |
| Num                        | Coureur                     | Pos                        |
| 201                        | Erik Nordsæter Resell (NOR) | 28e                        |
| 202                        | Lasse Norman Leth (DEN)     | 93e                        |
| 203                        | Anders Skaarseth (NOR)      | 59e                        |
| 204                        | Fredrik Dversnes (NOR)      | 89e                        |
| 205                        | William Blume Levy (DEN)    | 100e                       |
| 206                        | Jonas Abrahamsen (NOR)      | AB                         |
| 207                        | Morten Hulgaard (DEN)       | AB                         |

| TotalEnergies TEN | TotalEnergies TEN          | TotalEnergies TEN |
| ----------------- | -------------------------- | ----------------- |
| Num               | Coureur                    | Pos               |
| 211               | Peter Sagan (SVK) (route)  | 117e              |
| 212               | Edvald Boasson Hagen (NOR) | 81e               |
| 213               | Geoffrey Soupe (FRA)       | 96e               |
| 214               | Lorrenzo Manzin (FRA)      | 95e               |
| 215               | Christopher Lawless (GBR)  | AB                |
| 216               | Anthony Turgis (FRA)       | 32e               |
| 217               | Dries Van Gestel (BEL)     | 6e                |

| Bingoal Pauwels Sauces WB BWB | Bingoal Pauwels Sauces WB BWB | Bingoal Pauwels Sauces WB BWB |
| ----------------------------- | ----------------------------- | ----------------------------- |
| Num                           | Coureur                       | Pos                           |
| 221                           | Timothy Dupont (BEL)          | 114e                          |
| 222                           | Karl Patrick Lauk (EST)       | AB                            |
| 223                           | Arjen Livyns (BEL)            | 87e                           |
| 224                           | Milan Menten (BEL)            | 19e                           |
| 225                           | Laurenz Rex (BEL)             | 18e                           |
| 226                           | Bas Tietema (NED)             | AB                            |
| 227                           | Tom Wirtgen (LUX)             | AB                            |

| Sport Vlaanderen-Baloise SVB | Sport Vlaanderen-Baloise SVB | Sport Vlaanderen-Baloise SVB |
| ---------------------------- | ---------------------------- | ---------------------------- |
| Num                          | Coureur                      | Pos                          |
| 231                          | Tuur Dens (BEL)              | AB                           |
| 232                          | Jenno Berckmoes (BEL)        | 31e                          |
| 233                          | Vito Braet (BEL)             | 43e                          |
| 234                          | Milan Fretin (BEL)           | 98e                          |
| 235                          | Jules Hesters (BEL)          | AB                           |
| 236                          | Alex Colman (BEL)            | 128e                         |
| 237                          | Sasha Weemaes (BEL)          | 116e                         |

| B&B Hotels-KTM BBK | B&B Hotels-KTM BBK      | B&B Hotels-KTM BBK |
| ------------------ | ----------------------- | ------------------ |
| Num                | Coureur                 | Pos                |
| 241                | Pierre Barbier (FRA)    | 102e               |
| 242                | Raphaël Parisella (CAN) | AB                 |
| 243                | Jérémy Lecroq (FRA)     | 101e               |
| 244                | Cyril Lemoine (FRA)     | 110e               |
| 245                | Julien Morice (FRA)     | AB                 |
| 246                | Luca Mozzato (ITA)      | 130e               |
| 247                | Jordi Warlop (BEL)      | 25e                |